# 1197
Évszázadok: 11. század – 12. század – 13. század
Évtizedek: 1140-es évek – 1150-es évek – 1160-as évek – 1170-es évek – 1180-as évek – 1190-es évek – 1200-as évek – 1210-es évek – 1220-as évek – 1230-as évek – 1240-es évek
Évek: 1192 – 1193 – 1194 – 1195 –  1196 – 1197 – 1198 – 1199 – 1200 – 1201 – 1202

## Események
- Kaloján bolgár cár követi bátyját, II. Péter bolgár cárt a trónon (1207-ig uralkodik).
- Korfu szigete genovai birtok lesz.
- Fülöp sváb gróf feleségül veszi II. Iszaakiosz bizánci császár lányát, Irénét.
- András herceg serege a szlavóniai Macseknél legyőzi bátyja, Imre király seregét. Ezzel András biztosítja magának a déli tartományok feletti uralmat.
- I. Frigyes (I. Henrik fia) lesz Nápoly és Szicília királya (1198-ban koronázzák meg, 1212-ben II. Frigyes néven német király, 1220-tól német-római császár, 1250-ig uralkodik).

## Születések
- IV. Amadé savoyai gróf († 1253)

## Halálozások
- szeptember 28. – VI. Henrik német-római császár (* 1165)
- II. Henrik champagne-i gróf